# Al-Mutasim
Al-Muʿtasim Billah, Abu Ishaq ʿAbbas Ibn Harun, ابو اسحق عباس بن هارون المعتصم بالله (ur. 794 w Zibatrze, zm. 5 stycznia 842 w Samarze) – panował jako kalif abbasydzki w latach 833–842.

## Zanim został kalifem
Abu Ishak był synem kalifa Haruna ar-Raszida (786–809) i jego tureckiej konkubiny imieniem Marida, a więc bratem przyrodnim poprzedniego kalifa, młodszym od niego o mniej więcej 10 lat. Abu Ishak brał udział w wyprawie, w celu uśmierzenia buntu w Egipcie (829–830), a w roku następnym, w kampanii Al-Mamuna przeciw Bizancjum.

## Wojny z Bizancjum[1]
Abu Ishak został wybrany kalifem 10 sierpnia 833 i przybrał imię koronacyjne Al-Mutasim bi-Allah. W ten sposób upadła kandydatura Abu al-Abbasa, syna zmarłego Al-Mamuna, piastującego od 828–829 stanowisko namiestnika Al-Dżaziry i pogranicza bizantyjskiego, a zgłoszona przez armię. Nowy kalif przede wszystkim zawarł zawieszenie broni z cesarzem Teofilem do 837, po części dlatego, że nie ufał swoim podkomendnym, po części, aby mieć wolne ręce do uporania się z churramitami. Latem 837, po wygaśnięciu rozejmu, Bizantyjczycy zdobyli Zibatrę, miasto leżące 60 km na południe od Malati. Wszystkich mężczyzn wymordowano, dzieci i kobiety uprowadzono do niewoli, kwitnące dotąd miasto obrócono w gruzy. Niektórzy autorzy arabscy podają, że kalif osobiście miał się zwrócić do cesarza Teofila o ocalenie tego miasta, które było jego miejscem urodzenia, i że ten ostatni odmówił. W kwietniu 839 kalif osobiście pokierował liczącą 200 tysięcy żołnierzy (według Al-Masudiego) armią, mając przy boku gwardię turecką i przeprowadził wojsko w dwóch kolumnach przez góry Taurus. Jedna z nich, pod wodzą Al-Afszina zadała 22 lipca 838 klęskę armii bizantyjskiej dowodzonej przez samego cesarza Teofila. Obie kolumny połączyły się i dotarły do dzisiejszej Ankary. Kalif liczył, że uda mu się opanować całą Anatolię i zdobyć Konstantynopol. W tym celu zabrał ze sobą oddziały „naffatun” (arab. „miotaczy ognia greckiego”). 12 sierpnia 838 wojskom arabskim udało się po miesięcznym oblężeniu zdobyć frygijskie miasto Amorium (arab. Al-Ammurijja), miejsce narodzin z kolei cesarza Teofila. Kalif w odwet za zniszczenie przez Bizantyjczyków swojej rodzinnej Zibatry, rozkazał teraz zrównać z ziemią miasto Teofila i dokonał bezlitosnej masakry mieszkańców. Przerażony cesarz Teofil miał się zwrócić o pomoc do Wenecji, władcy karolińskiego Ludwika I Pobożnego oraz Abd ar-Rahmana II, umajjadzkiego, a więc wrogiego Abbasydom emira Kordoby (822–852). Ofensywę Arabów przerwała jednak wiadomość o spisku antyrządowym niejakiego Udżajfa, w interesie bratanka kalifa, Al-Abbasa, który pretendował do tronu po śmierci ojca, Al-Mamuna, popierany przez armię, lecz ustąpił na rzecz Al-Mutasima. Obecnie Al-Abbasa popierali wysocy stopniem dowódcy arabscy, niezadowoleni z faworyzowania przez Al-Mutasima tureckich ghilmanów. Spisek został udaremniony, a Al-Abbas i Udżajf aresztowani i zgładzeni po kryjomu w więzieniu.

## Upadek churramitów Babaka[2]
W grudniu 833, zgodnie z wolą Al-Mamuna, nowy kalif wyprawił przeciw churramitom armię, która pokonała ich pod Hamadanem, gdzie stacjonowało kierownictwo ich ruchu. Ocaleli z bitwy powstańcy schronili się na ziemiach Bizancjum. W 835 Al-Mutasim mianował głównodowodzącym w wojnie z churramitami Hajdara Ibn Kausa, który do historii przeszedł pod imieniem Al-Afszin. W 835 Al-Afszin odciął od reszty świata twierdzę Al-Bazz w Azerbejdżanie, gdzie ukrył się Babak. Mimo to, w 836 churramitom udało się rozgromić korpus wojsk rządowych pod wodzą jednego z najlepszych wówczas wodzów abbasydzkich, Turka, Bughi al-Kabira, u podnóża góry Hasztadar. Z kolei Al-Afszin zdołał podstępem zgładzić najzdolniejszego wodza churramitów, niejakiego Tarchana. Przygotowując się do rozprawienia się z churramitami Al-Afszin prowadził jednocześnie potajemne negocjacje z Babakiem i zbuntowanym namiestnikiem Tabaristanu, Mazjarem Ibn Karinem, sympatyzującym z churramitami, rozważając oderwanie się od kalifatu. Aby nie wzbudzać podejrzeń kalifa musiał równolegle prowadzić przeciw buntownikom skuteczne działania. Ostatecznie twierdza Al-Bazz padła po generalnym szturmie 26 kwietnia 837. Babakowi udało się zbiec i ukryć u jednego z azerskich feudałów, Sahla Ibn Subata, skąd planował przedrzeć się do Bizancjum. Został jednak wydany przez Sahla, który w nagrodę otrzymał zaszczytny tytuł „batrik” (arab. 'patrycjusz') i odstawiony wraz z bratem, Abd Allahem do Samarry w 838. Babaka poćwiartowano, głowę posłano do Chorasanu, a tułów wystawiono na widok publiczny w Samarze. Buntowniczy namiestnik Tabaristanu, Mazjar Ibn Karin, został zachłostany na śmierć i ukrzyżowany obok ciała Babaka. Podległy mu Tabaristan powierzono Tahirydzie Abd Allahowi Ibn Tahirowi, a po nim Tahirowi Ibn Abd Allahowi.

## Kariera i upadek Al-Afszina
Al-Afszin to tytuł, jaki nosili władcy Usruszany. Hajdar Ibn Kaus, bo o nim tu mowa, był bowiem synem władcy środkowoazjatyckiej Usruszany. Do Bagdadu przybył za Al-Mamuna (813-833), aby uprosić kalifa o pomoc wojskową w walce z braćmi o schedę po ojcu. Kalif wykorzystał Hajdara do podboju Usruszany i włączenia jej do kalifatu. Hajdar przeszedł na islam i stał się jednym z najwybitniejszych wodzów w służbie Abbasydów. W 831 brał udział w tłumieniu buntu w Egipcie, z powodzeniem. Za Al-Mutasima (833–842) Al-Afszin odznaczył się w tłumieniu ruchu churramitów pod wodzą Babaka oraz rewolty popierającej pretendenta do tronu, Al-Abbasa. W 838-839 Al-Afszin został zupełnie nieoczekiwanie pozbawiony dowództwa nad gwardią przyboczną kalifa, a w 840 aresztowany. Jako powód podano donos Abd Allaha Tahirydy, ówczesnego wielkorządcy Chorasanu, iż Al-Afszin gromadzi w rodzinnej Usruszanie ogromne bogactwa, bez wiedzy kalifa. Uprzedzony o aresztowaniu Al-Afszin miał planować ucieczkę, drogą okrężną, przez Azerbejdżan, kraj Chazarów i kraj Turków do Usruszany. Potem zmienił zamiar i umyślił, że zaprosi kalifa oraz jego świtę na ucztę, i że tam ich otruje. Spisek Al-Afszina wykryto, jego samego aresztowano i wytoczono mu proces, w którym zarzucono mu bałwochwalstwo oraz zdradę stanu. Zapewne, aby nie drażnić Turków, uniknięto egzekucji publicznej i po prostu go zagłodzono w więzieniu. Zwłoki Al-Afszina ukrzyżowano, następnie spalono, a prochy rozrzucono w Tygrysie.

## Pierwsi Turcy w kalifacie
Od czasów Al-Mutasima zaczynają kluczową rolę w kalifacie abbasydzkim odgrywać Turcy (ar. „al-Atrak” الاتراك). Trzeba zaznaczyć, że tym terminem źródła arabskie określają nie tylko Turków właściwych, to znaczy ludy należące do tureckiej wspólnoty etniczno-językowej, ale i ludy indoirańskie (z pnia indoeuropejskiego), jak Heftalici, ludy Dżurdżanu, Chorezmu, Sistanu. Abbasydzi, już od czasów Al-Mamuna (813-833), sprowadzali ich z płaskowyżu irańskiego i terenów położonych jeszcze dalej na wschód, głównie jako jeńców, islamizowali, a następnie rozsyłali do garnizonów na pograniczu bizantyjskim. Turcy stacjonowali w Tarsie, Adanie, Maraszu, Malati, Achlat, Malazdżird (arm. Manzikert) i Arzarum. Zwano ich po arabsku „ghilman” (l. poj. „ghulam”, arab. غلام غلمان), czyli „chłopcy”. Byli faktycznie poprzednikami egipskich mameluków. Według Al-Masudiego to Al-Mutasim był pierwszym kalifem, który sprowadził Turków do Bagdadu. Już w 829, a więc przed objęciem kalifatu, miał się zjawić na czele 4 tysięcy ghilmanów w celu stłumienia rewolty w Egipcie. Pod koniec 833 przybyłe wraz z kalifem oddziały Turków rozpanoszyły się w stolicy kalifatu, stały się źródłem niepokojów i bezustannie dochodziło między nimi a przybyłymi dużo wcześniej stronnikami Abbasydów z Chorasanu, zwanymi „abna ad-dawla” (arab. „dzieci dynastii” ابناء الدولة, bowiem wobec dynastii Abbasydów stosuje się określenie „dawla”) do starć. Chaos wynikły z rozpanoszenia się Turków w kalifacie usiłował na próżno opanować nowo powołany na stanowisko wezyra Arab, Muhammad Ibn Abd al-Malik az-Zajjat, wywodzący się z bogatej rodziny kupieckiej.

## Samarra – „szczęśliwy, kto ją ujrzał”

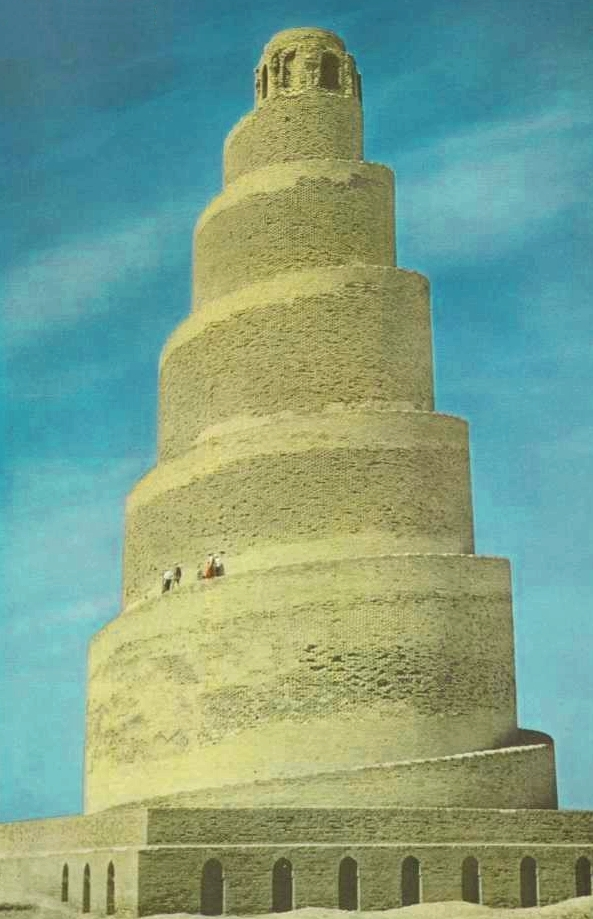
Minaret spiralny meczetu w Samarra

Panoszenie się Turków w Bagdadzie i ich starcia z Churasańczykami sprawiły, że kalif Al-Mutasim zdecydował przenieść stolicę do miasta Samarra leżącego, podobnie jak Bagdad nad Tygrysem, ale o mniej więcej 100 km dalej na północ. Drogę do nowej stolicy kalifatu odbył Al-Mutasim płynąc 3 dni kanałem Al-Katul. Samarra była stolicą kalifatu od 836 do 892, kiedy to kalif Al-Mu’tamid (870–892) sprowadził się na powrót do Bagdadu. Przybycie Al-Mutasima poprzedził główny korpus sił najemników tureckich pod wodzą Al-Asznasa. Pierwszym obiektem, jaki stanął w nowej stolicy były koszary, a następnie budynki rządowe. Opodal wytyczono kwartały, według podziału na jednostki wojskowe formacji, którą określano mianem „asz-szakirijja”. Wkrótce miały tam stanąć imponujące budowle, jak wielki meczet ze słynnym minaretem spiralnym, inspirowany zapewne lokalną architekturą starożytną. Owa gwardia turecka w Samarze miała się zapisać równie niechlubną sławą, co pretorianie w starożytnym Rzymie w okresie pryncypatu. W samych latach 60. IX w. gwardziści tureccy zgładzili aż czterech kolejnych kalifów. Asyryjską nazwę Samarra zmieniono na arabską „Surra man ra” (arab. „raduje się, kto ją ujrzy” سر من رأى). Później wykładano ją żartobliwie: „ten, który ją zobaczył (z osiadłymi tam Turkami), ucieszył się (Bagdadem, który się od nich uwolnił).”

## Dynastia Tahirydów[8]
Dynastia Tahirydów (822–872) za Al-Mutasima przejmuje zarząd Samarkandy, Fergany i Heratu. Te odległe od Bagdadu prowincje były wolne od większości podatków na rzecz kalifatu. Abbasydzi tracili w ten sposób panowanie nad prowincjami wschodnimi, na których zaczyna dominować żywioł perski, a w przyszłości dojdzie jeszcze turecki.

## Bajt al-Hikma i Al-Kindi
Al-Kindi, genialny matematyk, astrolog, optyk, alchemik, muzykolog, „filozof arabski”, piewca matematyki neopitagorejskiej, autor 265 traktatów naukowych, a zarazem rodowity Arab, został zatrudniony przez Al-Mutasima jako nauczyciel jego syna. Udzielał się również w Bajt al-hikma, Domu mądrości, owej wylęgarni nowinek (arab. bidaʿ بدع), tak nienawistnych ortodoksyjnym sunnitom. Al-Mutasim, wzorem swojego poprzednika, popierał mutazylizm jako jedyne prawowierne wyznanie wiary w kalifacie, co sprzyjało uczonym takim jak Al-Kindi. Z drugiej strony trzeba zaznaczyć, że do mutazylizmu przymuszał trybunał inkwizycyjny – mihna, której ofiarą padł m.in. zbieracz hadisów i prawoznawca muzułmański, Ahmad Ibn Hanbal, długie lata więziony za swoje poglądy.

## Śmierć Al-Mutasima
Al-Mutasim zmarł 5 stycznia 842 w swojej nowej stolicy. Był pierwszym kalifem abbasydzkim, który rządził i zmarł w mieście Samarra – nowej stolicy kalifatu. W dniu śmierci kalifa wyznaczono jego następcą syna, Haruna. Przebywał on w tym czasie w Bagdadzie, nad którym władzę sprawowali wówczas Tahirydzi, jako gubernatorzy wojskowi. Jako kalif przybrał imię koronacyjne Al-Wasik.